# Vuelta a Costa Rica 2011
La 47.ª edición de la Vuelta a Costa Rica, se disputó desde el 16 hasta el 28 de diciembre de 2011.
Integrada al calendario del UCI America Tour, fue la quinta carrera de dicho campeonato. Contó con 12 etapas y 1430 km de recorrido en los que se incluyeron una cronoescalada en la 8ª y el ascenso al Cerro de la Muerte en las etapas 10.ª y 12.ª. En esta edición, la contrarreloj fue adelantada a la 5.ª etapa.
La clasificación individual fue ganada por el costarricense José Adrián Bonilla del equipo Citi-Economy-Blue quién obtuvo por segunda vez la Vuelta a Costa Rica luego de su primer triunfo en 2003. Fue seguido en el podio por Freddy Montaña (Boyacá Orgullo de América) y Juan Carlos Rojas (Junta de Protección Social-Giant)
En las demás clasificaciones, Pablo Mudarra venció en la clasificación por puntos y José Vega en las metas volantes. La clasificación de la montaña y por equipos fue dominada por Colombia a través de Freddy Montaña y el equipo Boyacá Orgullo de América.

## Equipos participantes
Tomaron parte de la carrera 11 equipos, siendo 5 locales, 4 extranjeros y 2 selecciones nacionales. Los extranjeros fueron el Movistar Team Continental y el Boyacá Orgullo de América de Colombia, Panavial-Coraje Carchense de Ecuador, SeaTrade-Team Amsterdam de Holanda y las selecciones de Cuba y Guatemala.
Todas las escuadras partieron con 7 integrantes, totalizando 77 ciclistas al inicio de la prueba.
| Locales           | Extranjeros               |
| ----------------- | ------------------------- |
| JPS-Giant         | Movistar Team Continental |
| Citi-Economy-Blue | Boyacá Orgullo de América |
| BCR-Pizza Hut     | Panavial                  |
| Coopenae-Coronado | SeaTrade-Team Amsterdam   |
| Reenfrio-Alaska   | Selección de Cuba         |
|                   | Selección de Guatemala    |

## Etapas

### Recorrido
En la provincia de Puntarenas y con un circuito de 32,9 km en Esparza al que se le realizaron 3 giros comenzó la carrera. En la 2ª etapa se llegó a Liberia en la provincia de Guanacaste. Ciudad Quesada en Alajuela fue cabecera de la 3ª etapa, para luego en la 4.ª etapa arribar a Guápiles en la provincia de Limón . Luego de la contrarreloj individual en Guápiles, se llegó a la ciudad de Limón en la 6ª etapa. En la 7ª etapa partiendo desde la costa del Mar Caribe en Limón, se ascendió la Cordillera Volcánica Central hasta Paraíso de Cartago en la primera etapa de montaña de la carrera. En las laderas del Volcán Irazú se realizó la cronoescalada de 24,5 km, tras la cual tuvieron el día de descanso.
La competición se reanudó con un circuito de 9,4 km en la capital San José, al que se le dieron 10 vueltas. La 10.ª, unió la capital con San Isidro de El General en el cantón de Pérez Zeledón, etapa en la que se cruzó la cordillera de Talamanca ascendiendo al Cerro de la Muerte. La penúltima etapa recorrió el litoral pacífico desde Palmar Norte hasta Dominical, allí se dejó la costa y se ascendió al Alto de San Juan, para luego descender hacia Buenos Aires previo pasaje por San Isidro de El General. La última etapa se realizó el camino inverso de la 10.ª, subiendo nuevamente el Cerro de la Muerte.
| Etapa | Fecha | Recorrido                                   | Km         | Ganador             | Líder               |
| 1ª    | 16/12 | Circuito en Esparza                         | 98,7       | Henry Raabe         | Henry Raabe         |
| 2ª    | 17/12 | Esparza-Liberia                             | 127,1      | Pablo Mudarra       | Pablo Mudarra       |
| 3ª    | 18/12 | Liberia-Ciudad Quesada                      | 216,9      | Rubén Companioni    | Juan Carlos Rojas   |
| 4ª    | 19/12 | Ciudad Quesada-Guápiles de Pococí           | 116,3      | Alder Torres        | Juan Carlos Rojas   |
| 5ª    | 20/12 | Guápiles de Pococí-Guápiles de Pococí       | 28,8 (CRI) | Gregory Brenes      | Gregory Brenes      |
| 6ª    | 21/12 | Circuito en Guápiles de Pococí-Puerto Limón | 153,9      | Pablo Mudarra       | Gregory Brenes      |
| 7ª    | 22/12 | Puerto Limón-Paraíso de Cartago             | 148,2      | José Adrián Bonilla | Juan Carlos Rojas   |
| 8ª    | 23/12 | Pacayas-San Juan de Chicuá                  | 24,5 (CRI) | Freddy Montaña      | Juan Carlos Rojas   |
|       | 24/12 | Descanso                                    |            |                     |                     |
| 9ª    | 25/12 | Circuito Presidente en San José             | 94         | Joris De Boer       | Juan Carlos Rojas   |
| 10.ª  | 26/12 | San José-San Isidro de El General           | 126,4      | José Adrián Bonilla | José Adrián Bonilla |
| 11.ª  | 27/12 | Palmar Norte-Buenos Aires                   | 159,5      | Gregory Brenes      | José Adrián Bonilla |
| 12.ª  | 28/12 | Pérez Zeledón-San José                      | 134,8      | Óscar Soliz         | José Adrián Bonilla |

## Clasificaciones finales
- Las clasificaciones culminaron de la siguiente forma:[15]

### Clasificación individual
| Posición | Ciclista            | Equipo                    | Tiempo           |
| -------- | ------------------- | ------------------------- | ---------------- |
|          | José Adrián Bonilla | Citi-Economy-Blue         | 37 h 54 min 26 s |
| 2        | Freddy Montaña      | Boyacá Orgullo de América | a 1 min 37 s     |
| 3        | Juan Carlos Rojas   | JPS-Giant                 | a 4 min 36 s     |
| 4        | Óscar Soliz         | Movistar Continental      | a 7 min 20 s     |
| 5        | Fernando Camargo    | Boyacá Orgullo de América | a 7 min 21 s     |
| 6        | Rodolfo Torres      | Boyacá Orgullo de América | a 12 min 11 s    |
| 7        | Pablo Mudarra       | BCR-Pizza Hut             | a 17 min 39 s    |
| 8        | Josué González      | Citi-Economy-Blue         | a 25 min 20 s    |
| 9        | Eddier Godínez      | BCR-Pizza Hut             | a 28 min 40 s    |
| 10       | Marconi Durán       | Citi Economy-Blue         | a 32 min 02 s    |

### Clasificación por puntos
| Posición | Ciclista            | Equipo            | Puntos |
| -------- | ------------------- | ----------------- | ------ |
| 1º       | Pablo Mudarra       | BCR-Pizza Hut     | 136    |
| 2º       | Juan Carlos Rojas   | JPS-Giant         | 123    |
| 3º       | José Adrián Bonilla | Citi-Economy-Blue | 122    |

### Clasificación de las metas volantes
| Posición | Ciclista        | Equipo                 | Puntos |
| -------- | --------------- | ---------------------- | ------ |
| 1º       | José Vega       | JPS-Giant              | 40     |
| 2º       | Julio Padilla   | Selección de Guatemala | 29     |
| 3º       | Enrique Artavia | Citi Economy-Blue      | 25     |

### Clasificación de la montaña
| Posición | Ciclista          | Equipo                    | Puntos |
| -------- | ----------------- | ------------------------- | ------ |
| 1º       | Freddy Montaña    | Boyacá Orgullo de América | 52     |
| 2º       | Juan Carlos Rojas | JPS-Giant                 | 39     |
| 3º       | Óscar Soliz       | Movistar Continental      | 37     |

### Clasificación por equipos
| Posición | Equipo                    | Tiempo            |
| -------- | ------------------------- | ----------------- |
| 1º       | Boyacá Orgullo de América | 114 h 04 min 15 s |
| 2º       | Citi Economy-Blue         | a 23 min 50 s     |
| 3º       | BCR-Pizza Hut             | a 51 min 06 s     |
| 4º       | Movistar Continental      | a 1 h 11 min 56 s |
| 5º       | JPS-Giant                 | a 1 h 38 min 06 s |

## UCI America Tour
La carrera al estar integrada al calendario internacional americano 2011-2012 otorgó puntos para dicho campeonato. El baremo de puntuación es el siguiente:
| Posición                    | 1.º | 2.º | 3.º | 4.º | 5.º | 6.º | 7.º | 8.º |
| Clasificación general final | 40  | 30  | 16  | 12  | 10  | 8   | 6   | 3   |
| Por etapa                   | 8   | 5   | 2   |     |     |     |     |     |
| Lider General por etapa     | 4   |     |     |     |     |     |     |     |

Los 10 ciclistas que obtuvieron más puntaje fueron los siguientes:
| Ciclista              | Equipo                    | Puntos por la clasificación final | Puntos de etapa | Puntos de líder | Total |
| --------------------- | ------------------------- | --------------------------------- | --------------- | --------------- | ----- |
| José Adrián Bonilla** | Citi-Economy-Blue         | 40                                | 18              | 8               | 66    |
| Juan Carlos Rojas**   | JPS-Giant                 | 16                                | 17              | 20              | 53    |
| Freddy Montaña**      | Boyacá Orgullo de América | 30                                | 17              | -               | 47    |
| Óscar Soliz           | Movistar Continental      | 12                                | 18              | -               | 30    |
| Pablo Mudarra**       | BCR-Pizza Hut             | 6                                 | 16              | 4               | 26    |
| Gregory Brenes        | Movistar Continental      | -                                 | 16              | 8               | 24    |
| Fernando Camargo**    | Boyacá Orgullo de América | 10                                | 2               | -               | 12    |
| Henry Raabe**         | Citi Economy-Blue         | -                                 | 8               | 4               | 12    |
| Rodolfo Torres**      | Boyacá Orgullo de América | 8                                 | 2               | -               | 10    |
| Rubén Companioni**    | Selección de Cuba         | -                                 | 8               | -               | 8     |

- ** Sus puntos no van a la clasificación por equipos del UCI América Tour. Sólo van a la clasificación individual y por países, ya que los equipos a los que pertenecen no son profesionales.